# Gilbert
Gilbert [gilbrt] je mužské křestní jméno. Jméno pochází ze staroněmčiny, vykládá se jako "známé, slavné přání".
Zdrobnělina Gil znamená "radostný, šťastný" v hebrejštině. Jméno Gil (Giles, Gilles apod.) však také může být odvozeno od jména starořeckého původu Aegidius (česky Jiljí).

## Domácké podoby
Gil, Gilbertek, Bert, Bertík, Gibin

## Slavní Gilbertové
- Gilbert Bécaud – francouzský zpěvák
- Gilbert Keith Chesterton – anglický spisovatel
- Gil Ofarim – německý zpěvák

## Gilbert jako příjmení
- Barrie Gilbert (1937–2020) – anglický vynálezce v oboru elektroniky
- Elizabeth Gilbertová (1969) – americká spisovatelka
- Francis Gilbert – spisovatel
- Grove Karl Gilbert (1843–1918) – americký geolog
- Guy Gilbert (1935) – francouzský římskokatolický kněz
- Humphrey Gilbert (1539–1583) – anglický mořeplavec a kolonizátor Severní Ameriky
- Jean Gilbert (1879–1942) – německý skladatel a dirigent židovského původu
- Lewis Gilbert – britská herečka
- Marcus Gilbert – americký herec
- Martin Gilbert (1936) – britský židovský historik
- Melissa Gilbert – americká herečka
- Paul Gilbert (1966) – americký kytarista
- Philippe Gilbert (1982) – belgický silniční cyklista
- Robert Gilbert (1899–1978) – německý zpěvák, herec a hudebník
- Robert Gilbert (1946) – australský chemik
- Rod Gilbert (1941) – kanadský hokejový útočník
- Ron Gilbert – americký designér a programátor
- Rudolf Gilbert (1896–1984) – český znalec v oboru filatelie a profesor na grafické škole
- Sara Gilbertová (1975) – americká herečka
- Stephen Gilbert (1912–2010) – britský malíř
- Walter Gilbert (1932) – americký fyzik, biochemik a průkopník molekulární biologie
- William Schwenck Gilbert (1836–1911) – anglický dramatik, libretista, básník a ilustrátor
- William Gilbert (1544–1603) – britský lékař a vědec